# 萧凤 (南朝)
萧凤（5世紀—470年代），字景慈，始安贞王萧道生长子，母为懿皇后江氏。
萧凤官至正员郎，在萧道成称帝以前就已经去世。建元元年（479年），追谥为靖世子，长子萧遥光袭封始安王。建武元年，齐明帝萧鸾篡位，追赠兄长萧凤为侍中、骠骑将军、开府仪同三司、始安靖王。

## 子
- 萧遥光：始安王
- 萧遥欣：闻喜公→曲江康公
- 萧遥昌：丰城宪公